# Академия наук
Академия наук — категория научного общества, которое по характеру своей деятельности является крупным научным центром, в рамках которого осуществляются планирование, организация и координирование деятельности научного сообщества. Первые научные академии возникли в Европе в XVII веке. Современные национальные научные академии во многих странах мира (например, США, Англия, Италия, Китай, Франция и др.) организованы по принципу научных ассоциаций, клубов, союзов.

## Классификация академий наук
В круглых скобках приведены синонимы.
По степени участия государства
- государственные
- негосударственные (общественные)

По территории, на которой осуществляется деятельность
- международные
- наднациональные (региональные)
- национальные
- субнациональные
- местные

По отраслевому признаку
- многоотраслевые (комплексного типа[2])
- отраслевые (специализированные)

По видам членства
Членство по виду лица
- индивидуальное
- групповое (коллективное)
- смешанное (индивидуальное для физических лиц, групповое для организаций)

Членство по характеру его получения
- выборное
- платное
- смешанное (выборное или платное для отдельного класса членов)

## Статусы лиц в академиях наук
Возможные статусы участников в академиях наук подразделяются на две группы: i) члены академии (физические или юридические лица); и ii) лица, связанные с академией, но не являющиеся членами. Какие варианты статусов предусмотрены в рамках каждой группы, зависит от правил конкретной академии.
Наиболее известные статусы членства:
- действительный член (для физических лиц чаще используется синоним: «академик»);
- член-корреспондент;
- ассоциированный член;
- почётный член (почётный академик);
- иностранный (зарубежный) член;
- адъюнкт академии.

Так, в Российской академии наук (РАН) избираются академики, члены-корреспонденты и иностранные члены, иных разновидностей нет (но до середины XX в. существовали почётные члены). В Российской академии художеств (РАХ) почётные академики избираются, наряду с академиками и членкорами, и сейчас. Ассоциированные члены есть, например, в общественной Академии наук авиации и воздухоплавания (АНАВ), а адъюнкты ныне имеются в Российской академии естественных наук (РАЕН) и были в своё время в Петербургской академии наук.
Некоторые статусы считаются «членством» в одних академиях и не считаются в других:
- советник академии;
- академический профессор.

Члены-советники есть, скажем, в упомянутой АНАВ, в Российской академии естествознания (РАЕ) и в  РАРАН, но в РААСН статус советника членством не считается. Понятие «советник» существует в РАН, где обозначает дополнительную должность (статус), на которую может быть назначен учёный старше 70 лет, имеющий основной статус академика РАН. Что касается профессоров, в РАН и РАО они не рассматриваются как члены академий, а в РАЕ числятся таковыми.
Некоторые статусы не считаются разновидностью членства ни в каких академиях:
- эксперт академии;
- наблюдатель

Корпусы экспертов сформированы в РАН, в РАО и в других академиях, среди лиц со статусом эксперта есть как члены академий (скажем члены-корреспонденты), так и просто специалисты. Статус наблюдателя предусмотрен, например, в Международной Тюркской академии.
Иерархия статусов может быть разной. Так, членом-корреспондентом иногда является дистанционный участник, не уступающий ни в правах, ни по квалификации/весомости действительному члену. Но в других случаях это более низкая ступень членства, по сравнению с академиком.
Указание статуса физического лица в академии в качестве его учёного звания, строго говоря, неправомерно (это разные понятия), но во многих случаях практикуется. При этом обязательной является идентификация академии, присвоившей статус, во избежание необъективности информации.

## История
Академия наук ведёт своё начало от древнегреческой философской школы — Академия.
Религиозно-философский союз Платоновская Академия в 380-х годах до н. э. находился близ Афин в местности, названной в честь мифического героя Академа.
В Академии обсуждались философия, математика, астрономия, естествознание и другие темы.

## Список академий наук по странам
Основные академии наук в разных странах:
Абхазия
- Академия наук Абхазии

Азербайджан
- Национальная академия наук Азербайджана

Аргентина
- Академия наук Аргентины

Армения
- Национальная академия наук Армении

Беларусь
- Национальная академия наук Беларуси

Болгария
- Болгарская академия наук

Ватикан
- Папская академия наук

Великобритания
- Лондонское королевское общество
- Королевское общество Эдинбурга

Венгрия
- Венгерская академия наук

Германия
- Германская академия естествоиспытателей «Леопольдина»

Дания
- Датская королевская академия наук

Казахстан
- Национальная академия наук Республики Казахстан

Киргизия
- Национальная академия наук Кыргызской Республики

КНР
- Китайская академия наук

Латвия
- Академия наук Латвии

Литва
- Академия наук Литвы

Польша
- Польская академия наук
- Польская академия знаний

Португалия
- Лиссабонская академия наук

Российская Империя — СССР
- Императорская академия наук
- Российская академия наук (1917—1925)
- Академия наук СССР

Российская Федерация
Румыния
- Румынская академия

США
- Национальная академия наук США

Сербия
- Сербская академия наук и искусств

Таджикистан
- Академия наук Республики Таджикистан

Туркменистан
- Академия наук Туркменистана

Турция
- Академия наук Турции

Узбекистан
- Академия наук Узбекистана

Украина
- Национальная академия наук Украины
- Национальная академия аграрных наук Украины
- Академия наук высшей школы Украины

Франция
- Французская Академия наук

Швеция
- Королевская Шведская академия наук

Эстония
- Эстонская академия наук

Япония
- Японская академия наук

## Критика
Государственные академии наук критикуются, по разным причинам, представителями различных слоев общества — членами научного сообщества, государственными чиновниками, теоретиками и последователями паранауки, эзотеризма и других учений, дилетантами. По мнению критиков, «официальная» академическая наука и олицетворяющие её государственные академии наук являются оплотом догматизма и консерватизма в вопросах методологии познания окружающего мира и тормозом развития науки.
Не любая организация, в наименовании которой присутствует словосочетание «академия наук», является таковой по характеру своей деятельности. Об этом свидетельствует обилие общественных организаций на Западе, в России и других странах мира, именующих себя академиями наук, однако занимающихся околонаучной деятельностью или служащих инструментами маркетинга продукции и услуг, шарлатанства, мошенничества или коррупции.